# Bristol 410
La 410 è un'autovettura prodotta dalla Bristol dal 1968 al 1969.

## Storia
La 410 fu la quarta vettura Bristol ad aver installato un motore Chrysler V8. Fu però l'ultimo modello della casa automobilistica britannica ad usare la versione da 5.210 cm³ di cilindrata.

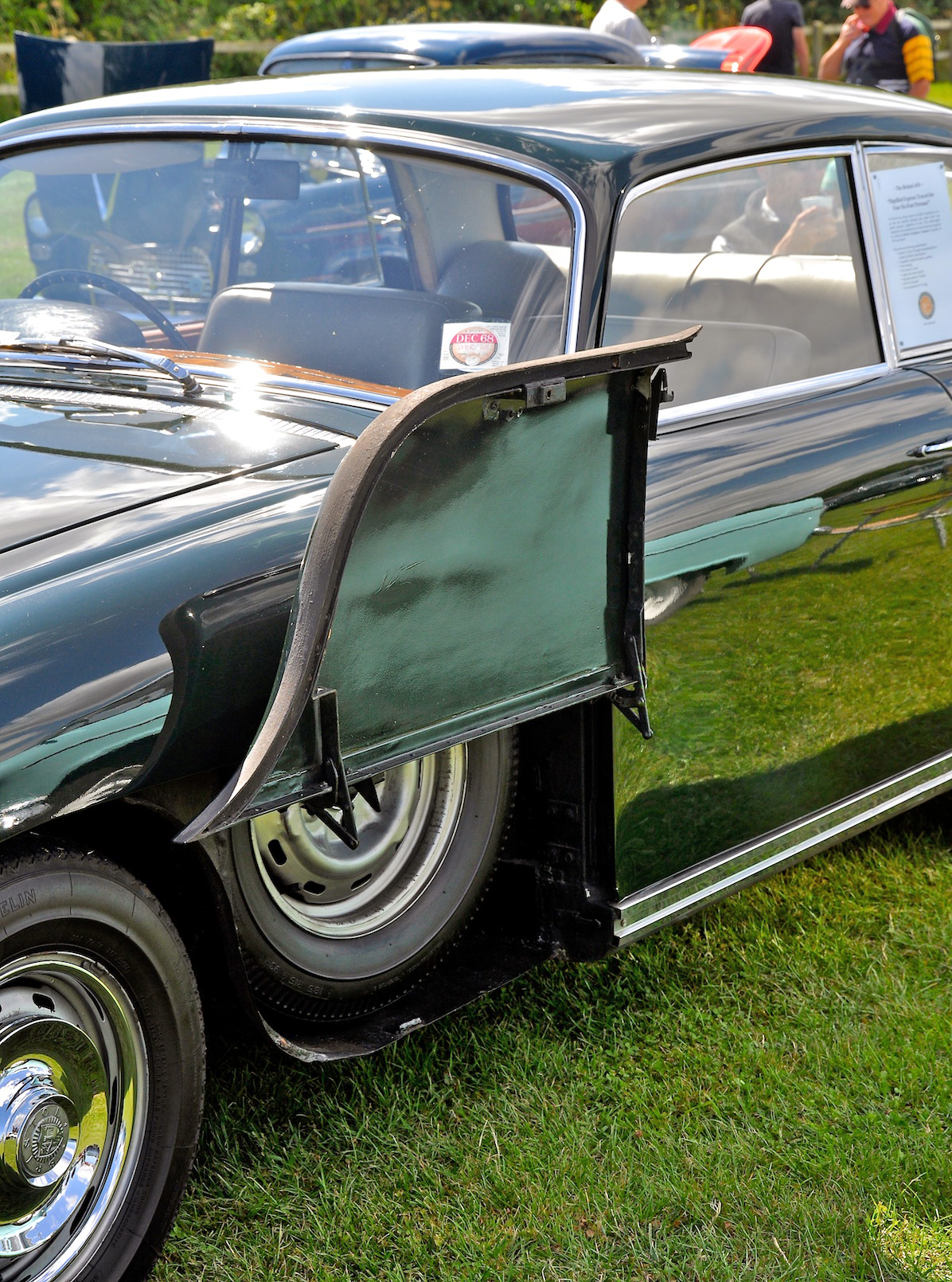
L'alloggio della ruota di scorta

La 410 fu caratterizzata da una linea decisamente aerodinamica che si distingueva da quella che si poteva trovare, a partire dalla 405, sui cinque modelli precedenti. Le modifiche furono minime, ma nel complesso esse fornivano alla vettura una forma decisamente arrotondata. La novità più importante fu l'installazione di fanali anteriori incassati nei parafanghi, in luogo dei gruppi ottici sporgenti che caratterizzavano i modelli precedenti. Il motore era montato anteriormente, mentre la trazione era posteriore.
Come su tutti i modelli Bristol a partire dalla 404, fu previsto un compartimento chiuso da un pannello incernierato che era collocato tra la portiera del guidatore ed il parafango anteriore. Esso conteneva la batteria, i fusibili, il motore dei tergicristalli e l'accesso al circuito dei freni. Un compartimento simile, ma dall'altro lato della vettura, alloggiava invece la ruota di scorta.
Delle ruote da 15 pollici sostituirono quelle da 16 pollici dei modelli precedenti. I freni a disco introdotti sulla 406 vennero rivisti per la prima volta. Con questo aggiornamento, fu incrementata notevolmente la capacità frenante del sistema. La 410 ereditò dai modelli precedenti la leva di comando del cambio automatico posizionata tra i sedili anteriori. Essa sostituì il bottone montato sulle prime vetture Bristol. Ciò fu fatto per evitare l'azionamento accidentale della trasmissione.
Una 410 è apparsa in alcuni episodi della serie televisiva The Inspector Lynley Mysteries, dove era guidata dal protagonista del telefilm.